# Municipio de Fram
El municipio de Fram (en inglés: Fram Township) es un municipio ubicado en el condado de Wells en el estado estadounidense de Dakota del Norte. En el año 2010 tenía una población de 58 habitantes y una densidad poblacional de 0,62 personas por km².

## Geografía
El municipio de Fram se encuentra ubicado en las coordenadas 47°48′20″N 99°43′12″O / 47.80556, -99.72000. Según la Oficina del Censo de los Estados Unidos, el municipio tiene una superficie total de 93.23 km², de la cual 93,16 km² corresponden a tierra firme y (0,07 %) 0,06 km² es agua.

## Demografía
Según el censo de 2010, había 58 personas residiendo en el municipio de Fram. La densidad de población era de 0,62 hab./km². De los 58 habitantes, el municipio de Fram estaba compuesto por el 100 % blancos. Del total de la población el 0 % eran hispanos o latinos de cualquier raza.